# Sceloporus malachiticus
La lagartija espinosa esmeralda, lagartija espinosa malaquita o lagarto espinoso esmeralda (Sceloporus malachiticus) es una especie de iguanas que pertenece a la familia Phrynosomatidae. Es nativo del sur de México, Guatemala, El Salvador, Honduras, Nicaragua, Costa Rica y Panamá. Su rango altitudinal oscila entre 150 y 3800 m s. n. m.. Es una especie diurna, principalmente arborícola, que vive en una amplia gama de entornos. Pueden llegar a tener un promedió de nueve crías por parto, y se presenta un pesado dimorfismo sexual entre machos y hembras, ya que los machos presentan una coloración Verdosa en su parte superior, contando con una cola azul y estómago blanco con azul y algunas manchas negras, y las hembras varían entre tonos grises y cafés opacos, la coloración de las crías es generalmente gris, las manchas azules se empiezan a presentar en las crías alrededor de los tres meses de vida. 